# Gian Lorenzo Bernini
Gian Lorenzo Bernini (Giovanni Lorenzo Bernini) (Napulj, 7. prosinca 1598. – Rim, 28. studenog 1680.) je bio talijanski kipar, graditelj i slikar; glavni predstavnik baroka u Rimu i jedan od najznačajnijih baroknih umjetnika uopće.

## Životopis
Prvu pouku o umjetnosti primio je od oca Pietra, koji je također bio poznati maniristički umjetnik; obojici je pokrovitelj bio kardinal Scipione Borghese. Rana Berninijeva djela bila su nadahnuta helenističkim skulpturama, i mitologija je čest motiv njegovih radova s početka 17. stoljeća. Godine 1620. radi poprsje pape Pavla V., a četiri godine kasnije je na svom prvom graditeljskom zadatku - veličanstvenom baldahinu iznad glavnog oltara bazilike sv. Petra. Uskoro je imenovan glavnim arhitektom za sve radove na Bazilici, u kojoj je sam izradio nadgrobne spomenike papama Urbanu VIII. i Aleksandru VII. Od ostalih njegovih djela u Bazilici značajna je katedra sv. Petra, okružena kipovima četvorice crkvenih naučitelja.
Među ostalim poznatim Berninijevim kipovima su Ekstaza sv. Terezije, Apolon i Dafne i David. Od arhitekturalnih projekata najznačajnija je kolonada na Trgu sv. Petra; nekoliko rimskih palača (Palazzo Barberini, Palazzo Chigi i dr.), i neprihvaćeni nacrt za istočno krilo Louvra; nekoliko crkava, uključujući Sant'Andrea al Quirinale; fontane i dr.

## Značajnija djela

### Piazza Navona
Fontana četiriju rijeka je veličanstvena fontana izgrađena za vrijeme pape Inocenta X. na jednom od najljepših rimskih trgova - Piazza Navona. Obelisk, koji je dio fontane, je ukrašen papinim grbom i golubicom s maslinovom grančicom. Četiri diva predstavljaju četiri velike rijeke - Ganges, Dunav, Nil i Rio de la Plata.
Pokrivena glava diva koji predstavlja Nil simbolizira njegov (tada) nepoznat izvor, međutim legenda kaže da je Bernini na taj način prikazao svoju antipatiju prema obližnjoj crkvi Sant Agnese in Agone, djelo njegovog suparnika Borrominija. Jednako tako, atletski lik Rio de la Plate ima podignutu ruku, kao da se zaklanja, što je navodni strah da će se crkva urušiti na fontanu. Međutim, ove priče nemaju nikakve osnove - Bernini je završio fontanu prije nego što je Borromini počeo s radovima na crkvi.

### Trg svetog Petra
Trgovi su glavni element baroknog urbanizma, uglavnom su zatvoreni, eliptičnog tlocrta, dinamiziranog prostora, organizirani pomoću vertikalnih akcenata. Najpoznatiji je svakako Trg sv. Petra iz 1657. g. To je ovalni trg s četverostrukom kolonadom sa strane i otvorenom ulicom nasuprot fasade Sv. Petra. S obje strane obeliska u centru trga nalaze se dvije fontane. Kolonada stupova ima dvojnu funkciju: omeđuje trg, a ujedno ga ipak ostavlja pristupačnim. Postignuta je ravnoteža zatvorenosti i otvorenosti prostora.

### Skulpture
Njegovi kipovi su najbliži helenističkom majstorstvu antičkih Grka, čak bliži od Michelangelovih skulptura. U usporedbi s Michelangelovim, njegov David je mnogo dinamičniji i praktično nam dočarava prisutnost neprijatelja – Golijata. Ova skulptura je nabijena energijom, dotad neviđenom u kiparstvu i ujedno je prototip barokne skulpture. Bernini je bio upoznat s renesansnim humanizmom i teorijom, pa u njegovim skulpturama veliku važnost ima gesta i ekspresije emocija.
Barokna skulptura je u suodnosu s prostorom oko nje, dinamična i puna energije u kombinaciji sa slikarstvom stvara iluziju kao onu na pozornici. To se možda ponajbolje vidi iz drugog Berninijeva remek-djela – Zanos svete Tereze u Crkvi Sv. Marije od pobjede u Rimu. Bernini postiže osjećaj vjerskog ushićenja i bola na licu Sv. Tereze i njenom prenaboranom haljinom, uz očitu vezu s božanskim prikazano nježnim anđelom sa strijelom i snopom zlatnih linija koja koje se spuštaju sa svoda. Ovaj teatralni prikaz je pojačan iluzionističkom freskom koja se miješa s arhitekturom iznad oltara.
Bernini portretira francuskog kralja Luja XIV., ali biva odbijen od francuskog dvora, što ipak neće spriječiti njegov golem utjecaj na francusku skulpturu. To je najočitije na brojnim skulpturama Versaillesa i u djelima francuskih kipara Coysevoxa i Pugeta.

### Popis djela
Ako nije drukčije naznačeno, sva navedena djela se nalaze u Rimu.
Građevine
- kolonada na Trgu sv. Petra
- Kraljevsko stubište (Scala Regia), Apostolska palača
- crkva S. Andrea al Quirinale
- crkva S. Bibiana - pročelje
- kapela Cornaro u crkvi S. Maria della Vittoria
- palača Barberini
- palača Montecitorio (danas sjedište talijanskog Zastupničkog doma)
- palača Odescalchi (pročelje)
- palača Quirinale (jedno krilo; sjedište talijanskoga predsjednika)
- palača Spada

Skulpture
- Apolon i Dafne (Apollo e Dafne), Galerija Borghese
- poprsje kardinala Pedra Foixa de Montoye, crkva S. Maria in Monserrato
- David (Bernini), Galerija Borghese
- Ekstaza blažene Ludovice Albertoni, crkva S. Francesco a Ripa
- Zanos svete Tereze, crkva S. Maria della Vittoria
- Fontana osa (Fontana delle Api), Piazza Barberini
- Fontana della Barcaccia, Španjolski trg
- Fontana četiriju rijeka (Fontana dei Fiumi), Piazza Navona
- Fontana del Moro, Piazza Navona
- Tritonova fontana (Fontana del Tritone), Piazza Barberini
- nadgrobni spomenik papi Aleksandru VII., bazilika sv. Petra
- Minervino pilence - kip s obeliskom pred crkvom S. Maria sopra Minerva
- Pluton i Perzefona, Galerija Borghese
- kipovi anđela na mostu Sant'Angelo
- nadgrobni spomenik sv. Robertu Bellarminu, crkva Il Gesu
- Eneja i Anhiz
- Otmica Prozerpine
- nadgrobni spomenik papi Urbanu VIII.
- kipovi anđela, crkva Sant'Andrea delle Fratte
- Meduza, Kapitolski muzeji

Slike
- Scipione Borghese - portret
- Ljudevit XIV. - portret

## Poveznice
- Kiparstvo Baroka

## Vanjske poveznice
- Virtualni obilazak Rima s naglaskom na Berninijeva djeal
- Gian Lorenzo Bernini na "Povijest umjetnosti"  Arhivirana inačica izvorne stranice od 30. rujna 2007. (Wayback Machine)
- Bernini u dokumentarcu Simona Schame The Power of Art.